# 赤陽花刺節蜱
赤陽花刺節蜱（学名：Anthocoptes alnus）为節蜱科花刺節蜱屬下的一个种。